# Tağlar
Tağlar – jaskinia i stanowisko archeologiczne z okresu paleolitu środkowego (kultury mustierskiej), położona w Azerbejdżanie, w rejonie Xocavənd, w pobliżu wsi Böyük Tağlar. Jaskinia jest jednym z najbogatszych stanowisk paleolitycznych na Kaukazie, dostarczającym informacji o życiu neandertalczyków w tym regionie. Wraz z pobliską jaskinią Azıx, została wpisana na listę informacyjną UNESCO w 2021 roku jako „Prehistoryczne stanowiska jaskiń Azıx i Tağlar” (wpis pierwotny z 1998 roku jako „Jaskinia Azıx i środowisko kulturowe Tağlar”).

## Położenie i opis jaskini
Jaskinia Tağlar znajduje się na lewym brzegu rzeki Quruçay (Guruçay), na południowych zboczach Małego Kaukazu, około 3 km od jaskini Azıx. Jest to jaskinia krasowa, składająca się z trzech głównych komór połączonych korytarzami. Powierzchnia jaskini wynosi około 1500 m².

## Historia badań
Jaskinia została odkryta w 1960 roku przez azerbejdżańskiego archeologa Məmmədəli Hüseynova podczas ekspedycji badającej stanowisko w jaskini Azıx. Systematyczne badania archeologiczne w jaskini Tağlar prowadzone były w latach 1963–1986. W trakcie tych prac odkryto bogaty materiał archeologiczny. Po pierwszej wojnie o Górski Karabach teren ten znalazł się pod kontrolą sił ormiańskich. Po drugiej wojnie o Górski Karabach w 2020 roku i odzyskaniu przez Azerbejdżan kontroli nad częścią regionu, w tym rejonem Xocavənd, pojawiły się plany wznowienia badań.

## Znaleziska archeologiczne
Jaskinia Tağlar dostarczyła bardzo bogatego materiału archeologicznego, datowanego na okres paleolitu środkowego, związanego z kulturą mustierską i działalnością neandertalczyków. W warstwach kulturowych jaskini, o miąższości sięgającej 9 metrów, odkryto ponad 8000 narzędzi kamiennych oraz duże ilości kości zwierzęcych.

## Znaczenie
Jaskinia Tağlar jest uznawana za jedno z najbogatszych i najważniejszych stanowisk kultury mustierskiej na Kaukazie. Wraz z pobliską jaskinią Azıx, dostarcza kluczowych danych do zrozumienia wczesnego osadnictwa ludzkiego, adaptacji neandertalczyków do środowiska górskiego oraz ich kultury materialnej w regionie plejstocenu.